# 細江光
細江 光（ほそえ ひかる、1959年5月 - 2023年11月19日）は、日本近代文学研究者、甲南女子大学名誉教授。
京都市生まれ。1982年東京大学国文科卒、1990年同大学院博士課程単位取得退学、甲南女子大学講師、助教授を経て教授、2011年退職、名誉教授。
谷崎潤一郎研究を主とし、1986年「誘惑女神」が谷崎の知られざる作品として発見されたと報道された後、これが倉田啓明という偽作家の作品であることを明らかにした。谷崎の実証的研究は精細で、新潮文庫の谷崎作品のほとんどに詳しい註をつけた。ほかに児童文学、宮崎駿のアニメーションなどを研究する。2008年「谷崎潤一郎　深層のレトリック」で大阪大学文学博士。
妻は志賀直哉研究者の生井知子（同志社女子大学教授）。

## 著書

### 単著
- 『谷崎潤一郎深層のレトリック』和泉書院(近代文学研究叢刊) 2004
- 『作品より長い作品論 名作鑑賞の試み』和泉書院 2009
- 『徹底鑑賞‼ 100回『となりのトトロ』を見ても飽きない人のために』和泉書院、2014

### 共編著
- 『谷崎潤一郎対談集 藝能編』小谷野敦共編　中央公論新社、2014
- 『谷崎潤一郎対談集 文藝編』小谷野敦共編　中央公論新社、2015